# Alexandre Polejaïev
Alexandre Ivanovitch Polejaïev (Александр Иванович Полежаев), né le 30 août/11 septembre 1804 à Pokrychkino (gouvernement de Penza) et mort le 16/28 janvier 1838 à Moscou, est un poète russe.
En raison de son poème satirique Sachka (1826), il a été personnellement envoyé comme sous-officier au service militaire dans le Caucase par l'empereur Nicolas Ier. Une édition de ses poèmes parut en 1832.

## Biographie
Il naît au domaine de Pokrychkino près de Rouzaïevka dans le gouvernement de Penza, comme fils naturel du noble propriétaire des lieux, L.N. Strouïski, et d'une paysanne prénommée Agrafena. Après la naissance de l'enfant, elle est donnée en mariage à un marchand de Saransk, Ivan Ivanovitch Polejaïev. Celui-ci disparaît en 1808 et la mère d'Alexandre meurt en 1810. Strouïski prend chez lui son fils illégitime avec le fils (Constantin) qu'Agrafena a eu de son mari et les place sous la tutelle de l'instituteur Andreïanov, mari de la sœur d'Agrafena. Strouïski est condamné à l'exil en Sibérie en 1816 à cause d'une affaire de meurtre d'un de ses serfs. Avant son départ, il place Alexandre à la pension française des jeunes gens Monighetti auprès de l'université impériale de Moscou. Strouïski meurt en exil en Sibérie en 1825. En 1820, Polejaïev est auditeur libre à la faculté de lettres de l'université. Il fait publier son premier poème Inconstance en 1825 dans Le Messager de l'Europe. Les autorités universitaires chargent Polejaïev d'écrire une ode à Alexandre Ier, le jour de la fête des étudiants (la Sainte-Tatiana), le 12 janvier 1826 En mémoire de la bienfaisance d'Alexandre Ier à l'université de Moscou, et lors de la cérémonie de remise des diplômes de la même année, Pojelaïev lit son poème Le Génie. Son poème satirique L'Iman idiot («Иман-Козел»). appartient à la même époque, causé par les rumeurs les plus ridicules qui circulaient alors à propos d'un prêtre à Moscou. Un autre poème satirique de Polejaïev, Sachka, qui dépeint des aventures étudiantes et des beuveries, va lui gâcher la vie. Critiquant la religion et les conditions sociales en Russie, le poème passe de main en main jusqu'à la direction de l'université et l'empereur Nicolas Ier - qui est à Moscou pour son couronnement - en prend connaissance. En conséquence, il signe un décret pour envoyer Polejaïev à l'armée dans le Caucase. 
Polejaïev poursuit l'écriture de poèmes satiriques à son retour de l'armée, qualifiant l'empereur de « bourreau » et d'« empereur-caporal ». Il devient de plus en plus opposé à la politique de Nicolas Ier. Proche des idées d'Alexandre Herzen, celui-ci rappelle son souvenir avec émotion dans ses Mémoires intitulés Passé et Pensées. Caractère rebelle et versatile, il est prompt à la bagarre et verse dans des beuveries. Il meurt de tuberculose à l'âge de trente-trois ans. Ses poèmes connaissent un regain d'intérêt lorsqu'ils sont réédités par Adolf Marx sous le règne d'Alexandre III.
Un musée lui est consacré à Saransk, le musée Polejaïev, et une statue lui est élevée dans cette même ville.

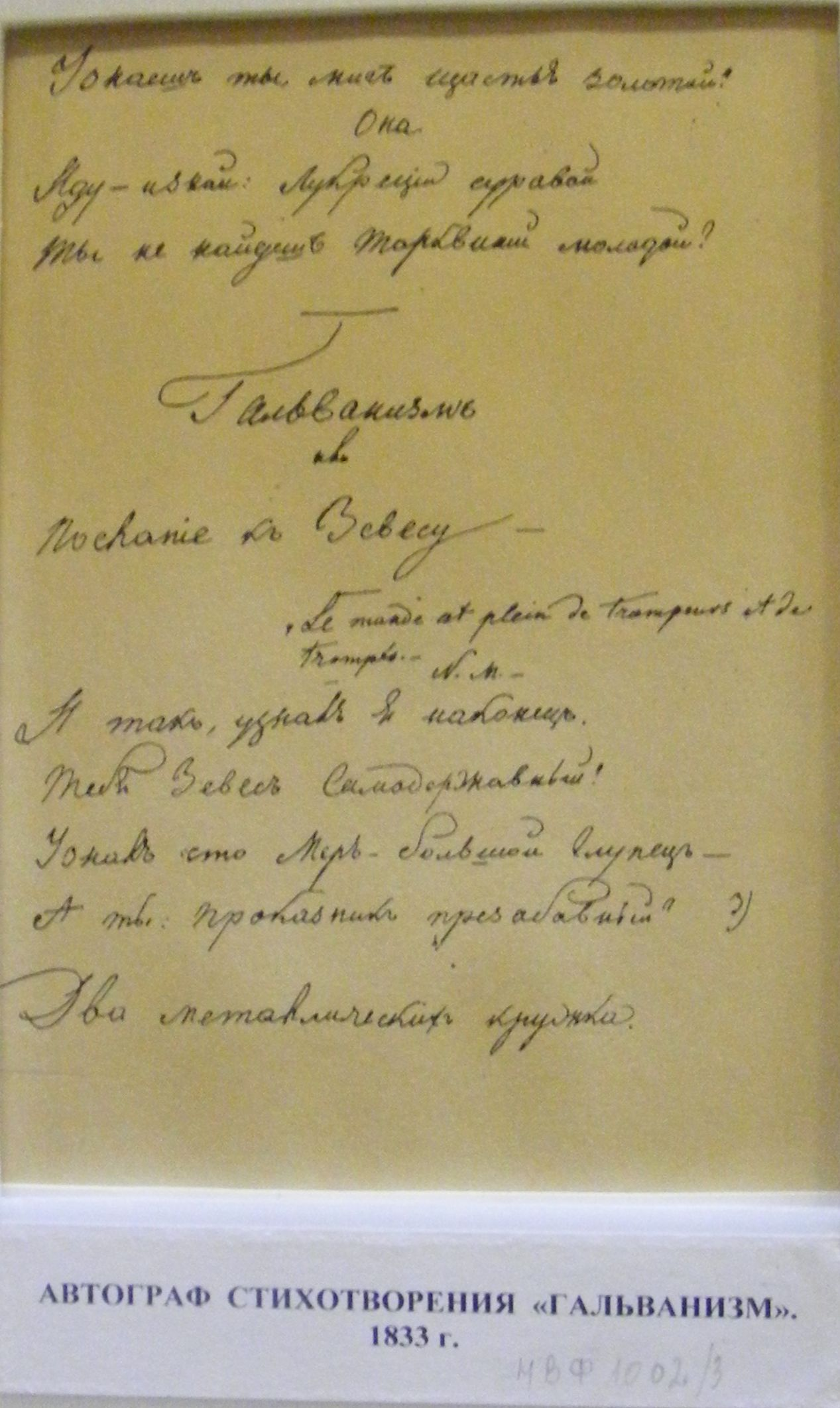
Poème autographe Galvanisme.
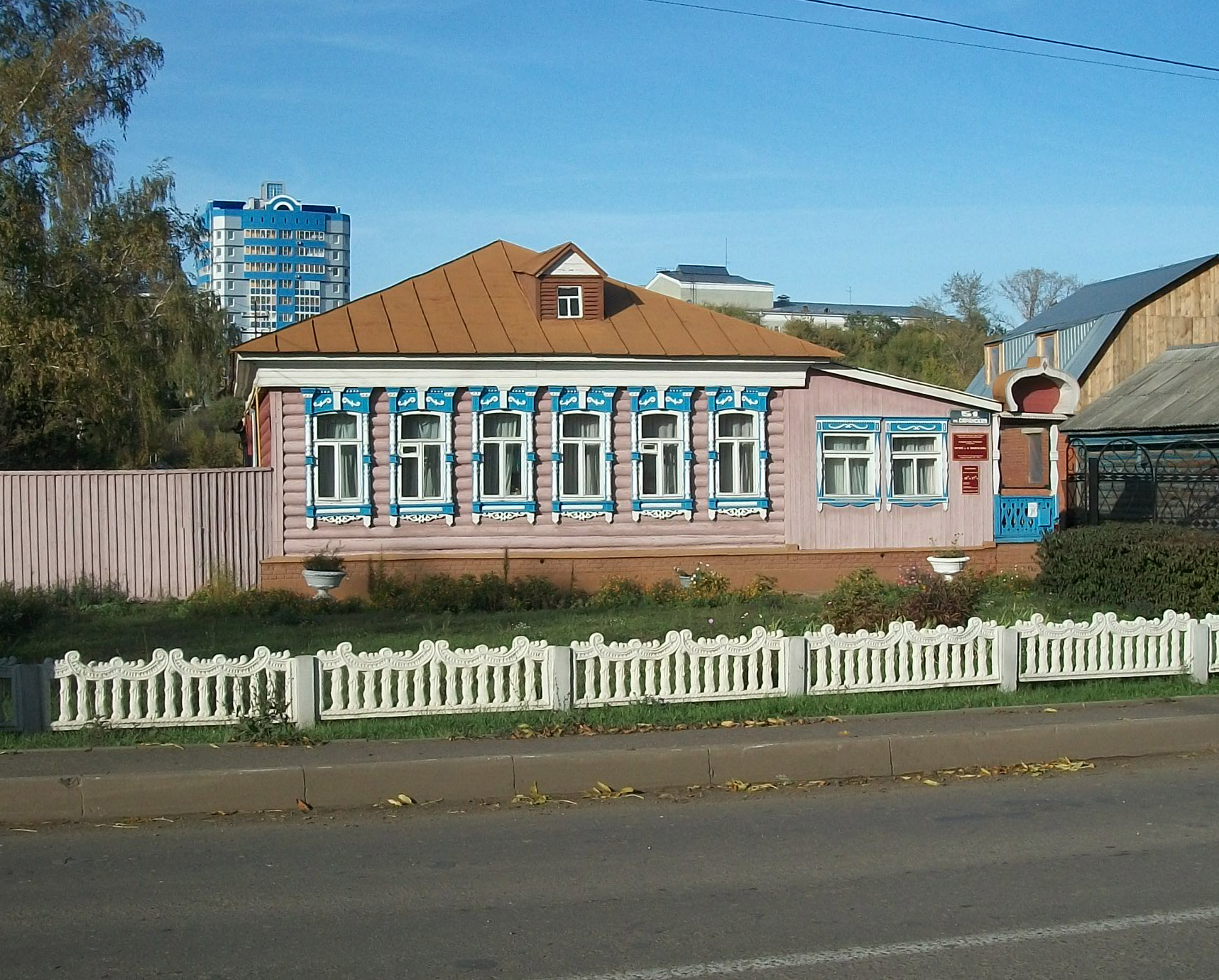
Musée Polejaïev à Saransk.

## Œuvres
- Le Chant du marin naufragé, Moscou, 1828
- Poèmes, Moscou, 1832
- Erpeli et Tchir-Yourt, Moscou, 1832
- Arfa, Moscou, 1833
- Le Narguilé, Moscou, 1833, 1836, 1838
- Sachka, Moscou, 1836
- Une couronne sur la tombe de Pouchkine, 1837
- Prémonition
- Œuvre complète, Léningrad, coll. L'Écrivain soviétique (Советский писатель), 1939